# Major League Soccer 2000
La temporada 2000 de la Major League Soccer (MLS) fue la quinta edición de la primera división del fútbol en los Estados Unidos. Kansas City Wizards ganaron su primera MLS Cup luego de vencer en la final por 1-0 al Chicago Fire.

## Tabla de posiciones

### Conferencia Este
| Pos. | Equipos                | PJ | G  | E | P  | GF | GC | Dif. | Pts. |
| ---- | ---------------------- | -- | -- | - | -- | -- | -- | ---- | ---- |
| 1    | MetroStars             | 32 | 17 | 3 | 12 | 64 | 56 | 8    | 54   |
| 2    | New England Revolution | 32 | 13 | 6 | 13 | 47 | 49 | -2   | 45   |
| 3    | Miami Fusion           | 32 | 12 | 5 | 15 | 54 | 56 | -2   | 41   |
| 4    | D.C. United            | 32 | 8  | 6 | 18 | 44 | 63 | -19  | 30   |

     Clasifica a los playoffs. 

### División Central
| Pos. | Equipos          | PJ | G  | E | P  | GF | GC | Dif. | Pts. |
| ---- | ---------------- | -- | -- | - | -- | -- | -- | ---- | ---- |
| 1    | Chicago Fire     | 32 | 16 | 9 | 7  | 67 | 51 | 16   | 57   |
| 2    | Tampa Bay Mutiny | 32 | 16 | 4 | 12 | 62 | 50 | 12   | 52   |
| 3    | Dallas Burn      | 32 | 14 | 4 | 14 | 54 | 54 | 0    | 46   |
| 4    | Columbus Crew    | 32 | 11 | 5 | 16 | 48 | 58 | -10  | 38   |

     Clasifica a los playoffs. 

### Conferencia Oeste
| Pos. | Equipos              | PJ | G  | E | P  | GF | GC | Dif. | Pts. |
| ---- | -------------------- | -- | -- | - | -- | -- | -- | ---- | ---- |
| 1    | Kansas City Wizards  | 32 | 16 | 9 | 7  | 47 | 29 | 18   | 57   |
| 2    | Los Angeles Galaxy   | 32 | 14 | 8 | 10 | 47 | 37 | 10   | 50   |
| 3    | Colorado Rapids      | 32 | 13 | 4 | 15 | 43 | 59 | -16  | 43   |
| 4    | San Jose Earthquakes | 32 | 7  | 8 | 17 | 35 | 50 | -15  | 29   |

     Clasifica a los playoffs. 

### Tabla General
| Pos. | Equipos                | PJ | G  | E | P  | GF | GC | Dif. | Pts. |
| ---- | ---------------------- | -- | -- | - | -- | -- | -- | ---- | ---- |
| 1    | Kansas City Wizards    | 32 | 16 | 9 | 7  | 47 | 29 | 18   | 57   |
| 2    | Chicago Fire           | 32 | 16 | 9 | 7  | 67 | 51 | 16   | 57   |
| 3    | MetroStars             | 32 | 17 | 3 | 12 | 64 | 56 | 8    | 54   |
| 4    | Tampa Bay Mutiny       | 32 | 16 | 4 | 12 | 62 | 50 | 12   | 52   |
| 5    | Los Angeles Galaxy     | 32 | 14 | 8 | 10 | 47 | 37 | 10   | 50   |
| 6    | Dallas Burn            | 32 | 14 | 4 | 14 | 54 | 54 | 0    | 46   |
| 7    | New England Revolution | 32 | 13 | 6 | 13 | 47 | 49 | -2   | 45   |
| 8    | Colorado Rapids        | 32 | 13 | 4 | 15 | 43 | 59 | -16  | 43   |
| 9    | Miami Fusion           | 32 | 12 | 5 | 15 | 54 | 56 | -2   | 41   |
| 10   | Columbus Crew          | 32 | 11 | 5 | 16 | 48 | 58 | -10  | 38   |
| 11   | D.C. United            | 32 | 8  | 6 | 18 | 44 | 63 | -19  | 30   |
| 12   | San Jose Earthquakes   | 32 | 7  | 8 | 17 | 35 | 50 | -15  | 29   |

     MLS Supporters' Shield, Play-offs

     Play-offs

## Postemporada
|  | Cuartos de final | Cuartos de final       | Cuartos de final | Cuartos de final   | Cuartos de final |   |   | Semifinales         | Semifinales | Semifinales | Semifinales | Semifinales |  |   | MLS Cup             | MLS Cup | MLS Cup | MLS Cup | MLS Cup |  |
|  |                  |                        |                  |                    |                  |   |   |                     |             |             |             |             |  |   |                     |         |         |         |         |  |
|  |                  |                        |                  |                    |                  |   |   |                     |             |             |             |             |  |   |                     |         |         |         |         |  |
|  | 1                | Kansas City Wizards    | 1                | 0                  | 3                |   |   |                     |             |             |             |             |  |   |                     |         |         |         |         |  |
|  | 1                | Kansas City Wizards    | 1                | 0                  | 3                |   |   |                     |             |             |             |             |  |   |                     |         |         |         |         |  |
|  | 8                | Colorado Rapids        | 0                | 0                  | 2                |   |   |                     |             |             |             |             |  |   |                     |         |         |         |         |  |
|  | 8                | Colorado Rapids        | 0                | 0                  | 2                |   | 1 | Kansas City Wizards | 0           | 1           | 1           |             |  |   |                     |         |         |         |         |  |
|  |                  |                        |                  |                    |                  |   | 1 | Kansas City Wizards | 0           | 1           | 1           |             |  |   |                     |         |         |         |         |  |
|  |                  |                        | 5                | Los Angeles Galaxy | 0                | 2 | 0 |                     |             |             |             |             |  |   |                     |         |         |         |         |  |
|  | 4                | Tampa Bay Mutiny       | 5                | Los Angeles Galaxy | 0                | 2 | 0 | 0                   | 2           | -           |             |             |  |   |                     |         |         |         |         |  |
|  | 4                | Tampa Bay Mutiny       |                  |                    |                  |   |   |                     |             | -           |             |             |  |   |                     |         |         |         |         |  |
|  | 5                | Los Angeles Galaxy     | 1                | 5                  | -                |   |   |                     |             |             |             |             |  |   |                     |         |         |         |         |  |
|  | 5                | Los Angeles Galaxy     | 1                | 5                  | -                |   |   |                     |             |             |             |             |  | 1 | Kansas City Wizards | -       | -       | 1       |         |  |
|  |                  |                        |                  |                    |                  |   |   |                     |             |             |             |             |  | 1 | Kansas City Wizards | -       | -       | 1       |         |  |
|  |                  |                        | 2                | Chicago Fire       | -                | - | 0 |                     |             |             |             |             |  |   |                     |         |         |         |         |  |
|  | 2                | Chicago Fire           | 2                | Chicago Fire       | -                | - | 0 | 2                   | 1           | 6           |             |             |  |   |                     |         |         |         |         |  |
|  | 2                | Chicago Fire           |                  |                    |                  |   |   |                     |             | 6           |             |             |  |   |                     |         |         |         |         |  |
|  | 7                | New England Revolution | 1                | 2                  | 0                |   |   |                     |             |             |             |             |  |   |                     |         |         |         |         |  |
|  | 7                | New England Revolution | 1                | 2                  | 0                |   | 2 | Chicago Fire        | 3           | 0           | 3           |             |  |   |                     |         |         |         |         |  |
|  |                  |                        |                  |                    |                  |   | 2 | Chicago Fire        | 3           | 0           | 3           |             |  |   |                     |         |         |         |         |  |
|  |                  |                        | 3                | MetroStars         | 0                | 2 | 2 |                     |             |             |             |             |  |   |                     |         |         |         |         |  |
|  | 3                | MetroStars             | 3                | MetroStars         | 0                | 2 | 2 | 2                   | 2           | -           |             |             |  |   |                     |         |         |         |         |  |
|  | 3                | MetroStars             |                  |                    |                  |   |   |                     |             | -           |             |             |  |   |                     |         |         |         |         |  |
|  | 6                | Dallas Burn            | 1                | 1                  | -                |   |   |                     |             |             |             |             |  |   |                     |         |         |         |         |  |
|  | 6                | Dallas Burn            | 1                | 1                  | -                |   |   |                     |             |             |             |             |  |   |                     |         |         |         |         |  |
|  |                  |                        |                  |                    |                  |   |   |                     |             |             |             |             |  |   |                     |         |         |         |         |  |

### MLS Cup 2000
| 15 de octubre de 2000 | Kansas City Wizards | 1:0 (1:0) | Chicago Fire | Robert F. Kennedy Memorial Stadium, Washington D. C.       |                                                            |
|                       | Molnar 11'          |           |              | Asistencia: 39.159 espectadores Árbitro(s): Paul Tamberino | Asistencia: 39.159 espectadores Árbitro(s): Paul Tamberino |

|                                        |
| Bandera de Kansas                      |
| Campeón Kansas City Wizards 1.° título |

## Goleadores
| Jugador          | Equipo                 | Goles |
| ---------------- | ---------------------- | ----- |
| Mamadou Diallo   | Tampa Bay Mutiny       | 26    |
| Ante Razov       | Chicago Fire           | 18    |
| Clint Mathis     | MetroStars             | 16    |
| Diego Serna      | Miami Fusion           | 16    |
| Adolfo Valencia  | MetroStars             | 16    |
| Ariel Graziani   | Dallas Burn            | 15    |
| Dante Washington | Columbus Crew          | 15    |
| Wolde Harris     | New England Revolution | 15    |
| Alex Comas       | MetroStars             | 13    |
| Miklos Molnar    | Kansas City Wizards    | 12    |

## Premios y reconocimientos

### Jugador del mes
| Mes        | Futbolista       | Equipo              |
| ---------- | ---------------- | ------------------- |
| Abril      | Miklos Molnar    | Kansas City Wizards |
| Mayo       | Tony Meola       | Kansas City Wizards |
| Junio      | Clint Mathis     | MetroStars          |
| Julio      | Dante Washington | Columbus Crew       |
| Agosto     | Clint Mathis     | MetroStars          |
| Septiembre | Diego Serna      | Miami Fusion        |

### Equipo ideal de la temporada
| Pos. | Futbolista        | Equipo              |
| ---- | ----------------- | ------------------- |
| POR  | Tony Meola        | Kansas City Wizards |
| DEF  | Robin Fraser      | Los Angeles Galaxy  |
| DEF  | Greg Vanney       | Los Angeles Galaxy  |
| DEF  | Peter Vermes      | Kansas City Wizards |
| MED  | Chris Armas       | Chicago Fire        |
| MED  | Piotr Nowak       | Chicago Fire        |
| MED  | Steve Ralston     | Tampa Bay Mutiny    |
| MED  | Hristo Stoichkov  | Chicago Fire        |
| MED  | Carlos Valderrama | Tampa Bay Mutiny    |
| DEL  | Mamadou Diallo    | Tampa Bay Mutiny    |
| DEL  | Clint Mathis      | MetroStars          |

### Reconocimientos individuales
| Premio                  | Ganador               | Equipo               |
| ----------------------- | --------------------- | -------------------- |
| Jugador Más Valioso     | Tony Meola            | Kansas City Wizards  |
| Bota de Oro             | Mamadou Diallo        | Tampa Bay Mutiny     |
| Entrenador del año      | Bob Gansler           | Kansas City Wizards  |
| Portero del año         | Tony Meola            | Kansas City Wizards  |
| Defensa del año         | Peter Vermes          | Kansas City Wizards  |
| Novato del año          | Carlos Bocanegra      | Chicago Fire         |
| Gol del año             | Marcelo Balboa        | Colorado Rapids      |
| Espírirtu de superación | Tony Meola            | Kansas City Wizards  |
| Fair Play               | Steve Ralston         | Tampa Bay Mutiny     |
| Humanitario del año     | Abdul Thompson Conteh | San Jose Earthquakes |
| Árbitro del año         | Paul Tamberino        | Paul Tamberino       |